# Mandriva Linux
Mandriva Linux (în trecut Mandrakelinux sau Mandrake Linux, o achiziție Conectiva și Lycoris) era o distribuție Linux creată de Mandriva (în trecut Mandrakesoft).  Prima versiune a fost bazată pe Red Hat Linux (versiunea 5.1) și KDE (versiunea 1.0) în iulie 1998.  De atunci distribuția s-a distanțat de Red Hat și a inclus mai multe unelte originale în principal pentru a ușura configurarea sistemului.  Mandriva Linux (în acea vreme se numea Mandrake Linux) a fost inițiativa lui Gaël Duval, care a fost de asemeni cofondator al Mandrakesoft.
Mandriva Linux este o distribuție recunoscută ca fiind prietenoasă și simplu de utilizat de către începători.
A fost creată în 1998 de compania franceză Mandrakesoft, sub numele Mandrake Linux, cu scopul de a face Linux-ul mai ușor de folosit. La acea vreme, Linux-ul era foarte bine cunoscut ca fiind un sistem de operare puternic și stabil, care însă cerea cunoștințe tehnice foarte bogate și folosirea liniei de comandă în foarte multe situații; Mandrakesoft a văzut acasta ca pe o oportunitate de a integra cele mai bune interfețe grafice și să contribuie cu propriile utilitare de configurare.
În 2005 Mandrakesoft a achiziționat firma braziliană Conectiva, producătorul distribuției Conectiva Linux. În aprilie 2005 firma și-a schimbat numele în Mandriva (Mandrake + Conectiva), iar distribuția a devenit cunoscută sub numele de Mandriva Linux.

## Versiuni
| Year | Number | Name                                             |
| ---- | ------ | ------------------------------------------------ |
| 1998 | 5.1    | Venice                                           |
| 1998 | 5.2    | Leeloo                                           |
| 1999 | 5.3    | Festen                                           |
| 1999 | 6.0    | Venus                                            |
| 1999 | 6.1    | Helios                                           |
| 2000 | 7.0    | Air                                              |
| 2000 | 7.1    | Helium                                           |
| 2000 | 7.2    | Odyssey (numită Ulysses în timpul testării beta) |
| 2001 | 8.0    | Traktopel                                        |
| 2001 | 8.1    | Vitamin                                          |
| 2002 | 8.2    | Bluebird                                         |
| 2002 | 9.0    | Dolphin                                          |
| 2003 | 9.1    | Bamboo                                           |
| 2003 | 9.2    | FiveStar                                         |
| 2004 | 10.0   | Community and Official                           |
| 2004 | 10.1   | Community                                        |
| 2004 | 10.1   | Official                                         |
| 2005 | 10.2   | Limited Edition 2005                             |
| 2005 | 2006.0 | Mandriva Linux 2006                              |
| 2006 | 2007   | Mandriva Linux 2007                              |
| 2007 | 2007.1 | Mandriva Linux 2007 Spring                       |
| 2007 | 2008.0 | Mandriva Linux 2008                              |
| 2008 | 2008.1 | Mandriva Linux 2008 Spring                       |
| 2008 | 2009.0 | Mandriva Linux 2009                              |
| 2009 | 2009.1 | Mandriva Linux 2009 Spring                       |
| 2009 | 2010.0 | Mandriva Linux 2010                              |
| 2010 | 2010.1 | Mandriva Linux 2010 Spring                       |

## Distribuții bazate pe Mandriva Linux
- Annvix
- APODIO (până la versiunea 4)
- Caixa Mágica
- Castle Linux: distribuție creată în Rusia cu accent pe securitate.
- EduLinux: distribuție din Canada, educațională.
- Mageia
- OpenMandriva Lx: bazată pe Mandriva Linux 2011.0
- PCLinuxOS: distribuție Live CD
- Rosa Linux
- Turkix
- Unitate Linux